# حكاية تونسية
حكاية تونسية هي رواية للكاتب حسونة المصباحي، نشرت عن دار سحر في عام 2007، وكان أول كتاب للمؤلف يُترجم إلى اللغة الإنجليزية. نُشرت الترجمة الإنجليزية لماكس فايس [الإنجليزية] في عام 2012. الرواية مستوحاة من مأساة ٍحقيقية حصلت في حيّ شعبي تونسي في السبعينيات.

## ملخص
حكاية تونسية هي الرواية الخامسة لمصباحي. تدور أحداثها حول قصة جريمة يرتكبها ابن في العشرين من عمره، غضبًا من الظلم والشائعات التي يروجها الناس عن والدته. الذي يقدم على حرق أمه، يستكشف الكاتب موضوعات الحياة الجنسية والشرف في المجتمعات العربية. ويصور الكتاب يأس الأشخاص الذين فروا من منازلهم، وجاءوا إلى مناطق الضواحي على أمل حياة أفضل. يمكن النظر إلى حكاية تونسية على أنها قصة إثارة نفسية أو عينة من "شمال إفريقيا". فاز الكتاب بجائزة محمد زفزيف.